# Корсаков (аэродром)
Аэродром Пушистый (Корсаков) — бывший военный аэродром на о. Сахалин, на восточной окраине г. Корсаков. Был построен японцами в период их владения южной частью острова и использовался авиацией Японии. Японское название — Отомари.
В ходе боевых действий был захвачен советскими войсками. После войны базировалась авиация ВМФ СССР по 1995 год.
В настоящее время аэродром числится за областным Государственным автономным учреждением «Центр технических видов спорта» (ОГАУ «ЦТВС») директор Третьяков Дмитрий Владимирович. В  2017 году стал  аэродромом гражданской авиации (посадочной площадкой) Четырехбуквенный индекс УХСЙ . По согласованию с ЦТВС  на лётном поле проводятся различные мероприятия (автогонки, муз. фестивали, выставки и проч.) В том числе самое крупное мероприятие на Дальнем Востоке; фестиваль авиации и музыки "Крылья Сахалина" Входящее в топ-10  самых массовых рок-фестивалей России. 
Современное название аэродрома "Пушистый" придумано основателем фестиваля "Крылья Сахалина" и Спортивной школы по техническим видам спорта Третьяковым Дмитрием Владимировичем. Во времена СССР когда на аэродроме "Корсаков" базировалась авиация Тихоокеанского флота, "Пушистый" был радиопозывным этого аэродрома. Сейчас топоним "Пушистый" стал известен не только всем жителям островного региона, но и далеко за его пределами. 

## История
Аэродром был построен японцами в годы Второй мировой войны в 1943 году. На аэродроме имелась стандартная бетонная ВПП 1200 х 80 метров и земляные обвалования для самолётных стоянок в количестве 25 шт.
25 августа 1945 года в порт Отомари был высажен морской десант, гарнизон противника и личный состав военно-морской базы без сопротивления сложил оружие и в 10:00 утра капитулировал. В 11:50 на аэродроме Отомари приземлились три летающие лодки PBY-5A «Каталина» с десантниками, а следом за ними — шесть Ил-2, шесть Як-9Д и ещё одна «Каталина». Таким образом аэродром был захвачен.
10 октября 1945 года на аэродром переведено управление 16-й смешанной авиационной дивизии ВМФ и входящий в дивизию 55-й полк пикирующих бомбардировщиков. Полк дислоцировался на этом аэродроме по 1952 год, управление дивизии последовательно «кочевало» с Отомари в п. Таранай, затем обратно в Корсаков.
В конце 1945 года в Корсакове формируется 3-й авиационный корпус Сахалинской военной флотилии, но уже через два года он ликвидируется, в связи с образованием ВВС 7-го ВМФ.
В январе 1947 года на аэродром Отомари переводится из Николаевска-на-Амуре 59-й истребительный авиационный полк ВМФ, входящий в 15-ю смешанную авиадивизию. Этот полк находился на аэродроме Корсаков до самого своего расформирования 1 сентября 1960 года. На вооружении были самолёты Як-9, МиГ-15, МиГ-17.
14 января 1960 года 720-й отдельный авиационный полк вертолётов (это бывший 48-й отдельный морской дальнеразведывательный авиационный полк ВВС ВМФ) переименуется в 720-й отдельный вертолётный полк. С 31 декабря 1960 года 720-й ОВП был переформирован в 301-ю отдельную вертолетную эскадрилью (противолодочной обороны) с передислокацией с АС Знаменское (г. Советская Гавань) на АС Корсаков и подчинением командующему Авиацией ТОФ.
1 мая 1961 года 301-я ОВЭ ПЛО была переименована в 301-ю отдельную противолодочную вертолётную эскадрилью Ближнего Действия. На вооружении эскадрильи стояли противолодочные и транспортные вертолеты Ми-4.
С 1 октября 1977 года 301-я ОПЛВЭ на аэродроме Корсаков была расформирована. Но уже 1 ноября 1979 года сформирована 568-я авиагруппа вертолётов берегового базирования на аэродроме Корсаков — 4 вертолёта Ми-14, 5 экипажей.
С 1 декабря 1983 года сформирована 55-я ОПЛВЭ (в/ч 69140) на АС Корсаков, вертолёты Ми-14 (20 шт.), Ми-8 (8 шт.), Ми-6 (2 шт.).
В сентябре 1994 года 55-я ОПЛВЭ в Корсакове была расформирована.
Примечательно, что на аэродроме была бетонная только ВПП. Для укрытия рулёжных дорожек и стоянок использовалось легкосборное железное покрытие (профилированные полосы).